# Leonardo Sonnoli
Leonardo Sonnoli (Trieste, 16 giugno 1962) è un designer italiano: dal 2003 al 2015 ha ricoperto la carica di presidente del gruppo italiano dell’AGI.

## Biografia e opere
Leonardo Sonnoli (Trieste 1962), è un graphic designer italiano. Diplomatosi presso l’Istituto Superiore Industrie Artistiche di Urbino (ISIA), ha iniziato la sua attività presso lo studio Tassinari/Vetta di Trieste. Dopo essere stato direttore creativo dello studio Dolcini associati (Pesaro) per più di un decennio, nel 2002 ha fondato a Trieste CODesign con Paolo Tassinari e Pierpaolo Vetta: lo studio è tra i più attivi nel settore, avendo progettato, tra gli altri, la corporate identity dello IUAV di Venezia, gli allestimenti per la Triennale di Milano e TAV (Treno Alta Velocità) di Roma. Nel gennaio 2017 ha aperto a Rimini lo Studio Leonardo Sonnoli Srl, in cui lavora tutt’ora.
Ha insegnato alla Rhode Island School of Design (USA) e alla IUAV di Venezia. Attualmente insegna all’ISIA di Urbino e tiene regolarmente dei workshop in Italia e all’estero. 
Leonardo Sonnoli si occupa principalmente di identità visiva per enti pubblici e società private, oltre che di comunicazione per eventi culturali e mostre. Ha lavorato, tra gli altri, per la Biennale di Venezia (per cui ha progettato l’identità visiva per la 50ª edizione nel 2003), lo Chateâu de Versailles (per il restyling degli spazi di accoglienza nel 2011), la Palazzo Grassi-François Pinault Foundation, il Centre Pompidou, il Mart di Rovereto, il New York Times e Artissima. I suoi lavori sono conservati in numerose collezioni pubbliche internazionali e hanno ricevuto importanti riconoscimenti, tra cui due Compasso d’Oro nel 2011 e nel 2018 (oltre a due menzioni speciali nel 2011 e nel 2014). Nel 2004, è stato l’unico designer italiano ad essere incluso da Phaidon Press, nel volume AREA, nella lista dei più importanti graphic designer del mondo.

## Opere
I suoi lavori più noti sono incentrati sul rapporto grafico delle lettere alfabetiche, esibite visivamente nei modi più disparati e assunte a messaggio vero e proprio.
I suoi manifesti sono presenti in numerose collezioni pubbliche internazionali (Louvre e Biblioteca nazionale di Francia di Parigi, Museo delle Arti Decorative di Zurigo, San Francisco Museum of Modern Art, Colorado State University).
"(...) I lavori di Sonnoli sono imbevuti dello spirito del suo tempo, Zeitgeist direbbero i tedeschi, assolutamente contemporanei per l'uso che lui fa degli strumenti tecnologici, dei materiali e di nuovi linguaggi espressivi, e al contempo assolutamente antichi, che come nel palmo della mano, portano impresse le linee sulle quali si può leggere, lungo la parabola del tempo, tutta la storia della grafica passata e futura. Nel suo lavoro da designer egli spazia dal progetto di immagine coordinata ai sistemi di identità visive, dalla segnaletica alla comunicazione visiva di eventi culturali, dando un nuovo volto e una nuova dimensione a quell'area della disciplina, che con un nome fin troppo datato, viene chiamata in Italia grafica di pubblica utilità".

### Lo stile progettuale
L’intera opera grafica di Leonardo Sonnoli può essere ricondotta, più che a uno stile grafico personale, a uno stile progettuale, inteso come il metodo adottato nella risoluzione di eventuali problemi riscontrati durante le varie fasi di sviluppo progettuale. Ogni opera da lui creata inizia da un minimo comun denominatore: lo spazio vuoto nella sua essenza, sia su supporto cartaceo, sia su supporto digitale. Al contrario, agli inizi della sua carriera, Sonnoli prediligeva l’utilizzo di una griglia compositiva come base per la progettazione delle sue creazioni. Col passare del tempo ha deciso di allontanarsi dal rigore di schemi compositivi predefiniti per avvicinarsi a una libera disposizione degli elementi nello spazio di lavoro, creando solo in un secondo momento uno schema di impaginazione. Proprio grazie a questa continua ricerca di libertà espressiva (chiaramente affine alla sua metodologia progettuale), all’esperienza maturata nel campo e a una spiccata originalità, egli ha potuto godere di un meritato successo internazionale.

### L'importanza della tipografia: le lettere come cose
Nel suo lavoro Sonnoli utilizza come strumento principale la tipografia. Egli possiede di quest’ultima una concezione molto personale: partendo dall’affermazione di Eric Gill “Le lettere sono cose”, Sonnoli ritiene che i caratteri non siano semplici lettere e numeri, ma oggetti reali, immagini che possiedono una storia e sono in grado di raccontarla; dei significanti che vanno ben oltre al loro semplice significato di base. In questo modo la singola lettera e la singola parola riescono a comunicare non soltanto in funzione del loro significato grammaticale, ma anche tramite le caratteristiche grafiche che il designer attribuisce loro. I manifesti “3+2” ne sono un chiaro esempio.

### I manifesti 3+2
Nel 2011 Sonnoli ha creato una serie di composizioni per l’ISIA di Urbino composta da cinque coppie di poster, che avevano lo scopo di promuovere i nuovi corsi di laurea triennale in sostituzione ai corsi precedenti a ciclo unico, della durata di quattro anni. Protagonisti delle composizioni sono i numeri due e tre, stampati in inchiostro nero su sfondo pastello. Interessante caratteristica di queste affiche è che sono stampate sia sul fronte che sul retro, in modo da poter essere abbinate casualmente tra loro creando una sorta di versatile dittico, sempre diverso ma sempre ugualmente efficace nella comunicazione del messaggio. Sono intesi anche e soprattutto come entità declinabili e modulari, così da accentuare la loro capacità di adattamento in qualsiasi contesto. Il carattere numerico domina la composizione per la sua estensione fisica sulla pagina (e ciò rimanda all’idea di minimalismo concepita da Sonnoli), ma anche per la sua espressività grafica, connotata da ampi spazi neri alternati a spazi vuoti composti da righe parallele o motivi circolari, che creano un contrasto di negativi e positivi in grado di catturare l’attenzione dello spettatore. Questa particolarità visiva rende ogni numero singolare, unico e diverso da quello che lo affianca. Questa unicità di ciascun poster non impedisce certamente la loro coesistenza: gli elementi grafici sono dotati di un’affinità visiva di base, che consente alle opere di essere abbinate tra loro in qualsiasi modo e risultare comunque piacevoli all’occhio; infatti il glifo “+”, diviso tra i due manifesti, crea una sorta di congiunzione tra le parti. Oltre a dimostrare la maestria di Sonnoli in materia di creazione di caratteri tipografici e composizioni efficaci, questo lavoro per l’ISIA è la perfetta incarnazione di ciò che per Sonnoli è, effettivamente, la tipografia.

### Il rapporto tra la tipografia e lo spazio
Sonnoli attribuisce grande importanza al lettering anche per un’altra ragione: la possibilità di conferirgli una dimensione fisica. La presenza concreta dei caratteri tipografici in uno spazio tridimensionale, sia esso reale o digitale, garantisce maggiori opportunità espressive. Non trattandosi più soltanto di tracce di inchiostro su carta, infatti, il grafico può intervenire in vari modi sui caratteri, trattando, per esempio, anche il materiale di cui è composto. È così che il designer riesce a giocare con attenzione la carta dell’evocazione: egli evita di svelare una quantità di informazioni eccessiva a chi osserva, limitandosi piuttosto a lavorare per suggerimenti e impressioni. Tale approccio comunicativo si riflette nelle scelte compositive del grafico, improntate al minimalismo. L’intento di Sonnoli, infatti, è quello di esprimersi attraverso tratti essenziali ma pertinenti per assicurare una vera comunicazione tra opera e spettatore.

### I lavori per Artissima
Una buona parte di queste caratteristiche sono riscontrabili nella collaborazione di Sonnoli con Artissima, la più famosa fiera d’arte contemporanea in Italia, fondata nel 1994. La collaborazione nasce quando, nel 2012, Artissima ha avvertito l’esigenza di sviluppare “un’immagine grafica coerente e in costante evoluzione, un percorso visivo variegato, ideale esplorazione delle potenzialità offerte dal logotipo”. Avvalendosi della collaborazione di Irene Bacchi, Sonnoli ha progettato una serie di cinque loghi su fondo rosa, in cui il logotipo diviene protagonista assoluto dell’opera ed è esplorato in forme sempre differenti: da immagini caleidoscopiche a campi magnetici e rappresentazioni tridimensionali. In questo modo, Sonnoli riesce a rappresentare graficamente la varietà e l’eterogeneità delle opere artistiche contemporanee, scegliendo di utilizzare il colore rosa e le sue sfumature, per indicare la continuità e la coerenza del percorso intrapreso da Artissima.

## Riconoscimenti
- Medaglia d'argento alla Triennale di Toyama (Giappone);
- Menzione d'onore per la comunicazione degli eventi culturali del comune di Pesaro al XIX Premio Compasso d'oro;
- Menzione d'onore per l'immagine coordinata del Convention Bureau della Riviera di Rimini al XXIII Premio Compasso d'oro;
- Merit Award dell'Art Directors Club di New York.
- XXII Compasso d'oro per il progetto "Napoli Teatro Festival Italia" Identità Visiva Del Festival Teatrale Internazionale. Tassinari/Vetta – Leonardo Sonnoli e Paolo Tassinari, Fondazione Campania Dei Festival, 2011
- XXV Compasso d'oro per il progetto del volume "Matera Cityscape" di Nico <Colucci, 2018